# Ramon Isern Falgueras
Ramon Isern Falgueras (Barcelona, 1942) és un dissenyador industrial per l'Escola Eina de Barcelona. Forma el seu primer equip de disseny el 1967 amb Beth Galí i Gemma Bernal i fruit de la seva col·laboració és una dutxa telèfon que va guanyar un Delta d'Or. Des del 1973 i fins al 1999 treballa amb Gemma Bernal. Els seus dissenys es desenvolupen principalment en el sector del mobiliari, el parament per a la llar i els aparells d'àudio. Alterna la tasca professional amb la docència a les escoles Eina i ELISAVA de Barcelona. A l'Escola Eina és responsable de l'aula de CAD del departament de disseny de producte des de la seva creació. La seva obra ha estat present en nombroses exposicions (Europalia, Diseho en España, Design in Catalonia, etc.) i ha estat guardonat amb diversos premis Delta. Entre els dissenys més destacats realitzats amb col·laboració amb Gemma Bernal cal destacar el llum de peu Anagrama (1975), la taula Eclipse (1984) o la vaixella Ona (1992). Com a dissenyador independent treballa per a empreses com Vilagrasa, Levesta, Vibia o Punt Mobles entre d'altres.